# Yvonne Rüeggová
Yvonne Rüeggová (* 2. srpna 1938, Chur) byla švýcarská alpská lyžařka. Na olympijských hrách ve Squaw Valley roku 1960 překvapivě vyhrála závod v obřím slalomu. Olympiáda byla jejím jediným velkým úspěchem na mezinárodní scéně. V roce 1959 se stala švýcarskou šampionkou ve sjezdu. Po skončení závodní kariéry se provdala za italského lyžaře Roberta Siorpaese, čímž se stala švagrovou Gilda a Sergia Siorpaesových, kteří získali bronzové medaile v bobech na Zimních olympijských hrách 1964. Její teta Anny Rüeggová se zúčastnila Zimních olympijských her v roce 1936 jako alpská lyžařka za Švýcarsko (ale nezávodila) a její snacha Violetta Caldartová reprezentovala Itálii v curlingu na Zimních olympijských hrách v roce 2006.